# Tacita (slak)
Tacita is een geslacht van weekdieren uit de klasse van de Gastropoda (slakken).

## Soorten
- Tacita holoserica Lus, 1971
- Tacita zenkevitchi Lus, 1975